# Josefa Benítez Guzmán
Josefa Benítez Guzmán (Barcelona, 30 d'agost de 1969), és una ciclista catalana i medallista als Jocs Paralímpics d'estiu de 2012, en la disciplina de ciclisme en ruta classe B. Gràcies a aquest resultat, Benítez i la seva pilot, María Noriega, foren les primeres dones de l'equip paralímpic espanyol en obtenir una medalla en aquesta disciplina.
Benítez pateix una malaltia genètica que li feu perdre progressivament la visió, obligant-la a deixar d'anar en bicicleta quan comptava tretze anys. Això no obstant, set anys després s'inicià en la pràctica del ciclisme per a persones amb dificultats visuals, servint-se d'un tàndem.Entre altres resultats destacats, cal mencionar el tercer lloc a la copa del món de 2012, i el segon lloc a la prova de tàndem de 79,8 i el primer lloc a la mateixa prova en la disciplina de 25,9 quilòmetres, ambdós obtinguts al campionat del món de 2011.